# Mario Guariña
Mario Guariña (Juban, 19 januari 1876 - 1935) was een Filipijns politicus.

## Biografie
Mario Guariña werd geboren op 19 januari 1876 in Juban in de Filipijnse provincie Sorsogon. Hij voltooide een Bachelor of Arts-opleiding aan de University of Santo Tomas en een bachelor-opleiding rechten aan de Escuela de Derecho. Guariña slaagde in juli 1913 voor het toelatingsexamen van de Filipijnse balie en was daarna werkzaam als advocaat. 
Guariña was gouverneur van de provincie Sorsogon van 1901 tot 1912. Nadien was hij aanklager (fiscal) van de provincie Leyte en later van Batangas. In juli 1914 werd Guariña assistent-directeur van het gevangeniswezen. Bij de verkiezingen van 1916 werd Guariña namens het 6e senaatsdistrict gekozen in de Senaat van de Filipijnen. Wegens grote onregelmatigheden werd de verkiezing van Guariña en Jose Fuentebella, de andere gekozen kandidaat in het 6e district, echter niet erkend door de Senaat. De gouverneur-generaal van de Filipijnen schreef daarop nieuwe verkiezingen voor het district uit. Bij deze speciale verkiezingen op 5 mei 1917 wist Guariña opnieuw voldoende stemmen te behalen. De kandidaat met de meeste stemmen was Leoncio Imperial. Guariña won hierdoor een termijn van drie jaar in de Senaat. 
In 1925 werd Guariña namens het 2e kiesdistrict van Sorsogon gekozen in het Filipijns Huis van Afgevaardigden. In 1934 werd hij ook gekozen tot afgevaardigde van het 2e kiesdistrict van Sorsogon op de Constitutionele Conventie, waar de Filipijnse Grondwet werd vastgesteld.
Guariña overleed in 1935. Hij was getrouwd met Agueda Dia en kreeg met haar zes kinderen.

### Boeken
- P. Reyes (1908) Directorio biográfico Filipino, 3e editie, Germania, Manilla, online via deze link
- Felixberto G. Bustos, Abelardo J. Fajardo (1935) New Philippines; a book on the building up of a new nation, Carmelo & Bauermann, Inc.
- Miguel R. Cornejo (1939) Cornejo's Commonwealth directory of the Philippines, Encyclopedic ed., Manilla

### Websites
- Chan Robles Law Firm, Lijst met Filipijnse advocaten - G, website Chan Robles Law Firm (geraadpleegd op 27 juni 2015)
- Online Roster of Philippine Legislators, website Filipijns Huis van Afgevaardigden (geraadpleegd op 27 juni 2015)
- Vermelding overlijdensjaar in G.R. No. L-15707, Website Lawphil.net (geraadpleegd op 27 juni 2015)